# Société suédoise de photographie
La Société suédoise de photographie (Svenska Fotografers Förbund) fondée en 1895 est la plus ancienne association de photographes professionnels.
Elle décerne tous les ans depuis 1996 le prix suédois du livre photographique.

## Sources
- Rolf Söderberg, Pär Rittsel, Den svenska fotografins historia, Stockholm, Bonnier Fakta, 1983  (ISBN 91-34-50314-5)

## Liens externes

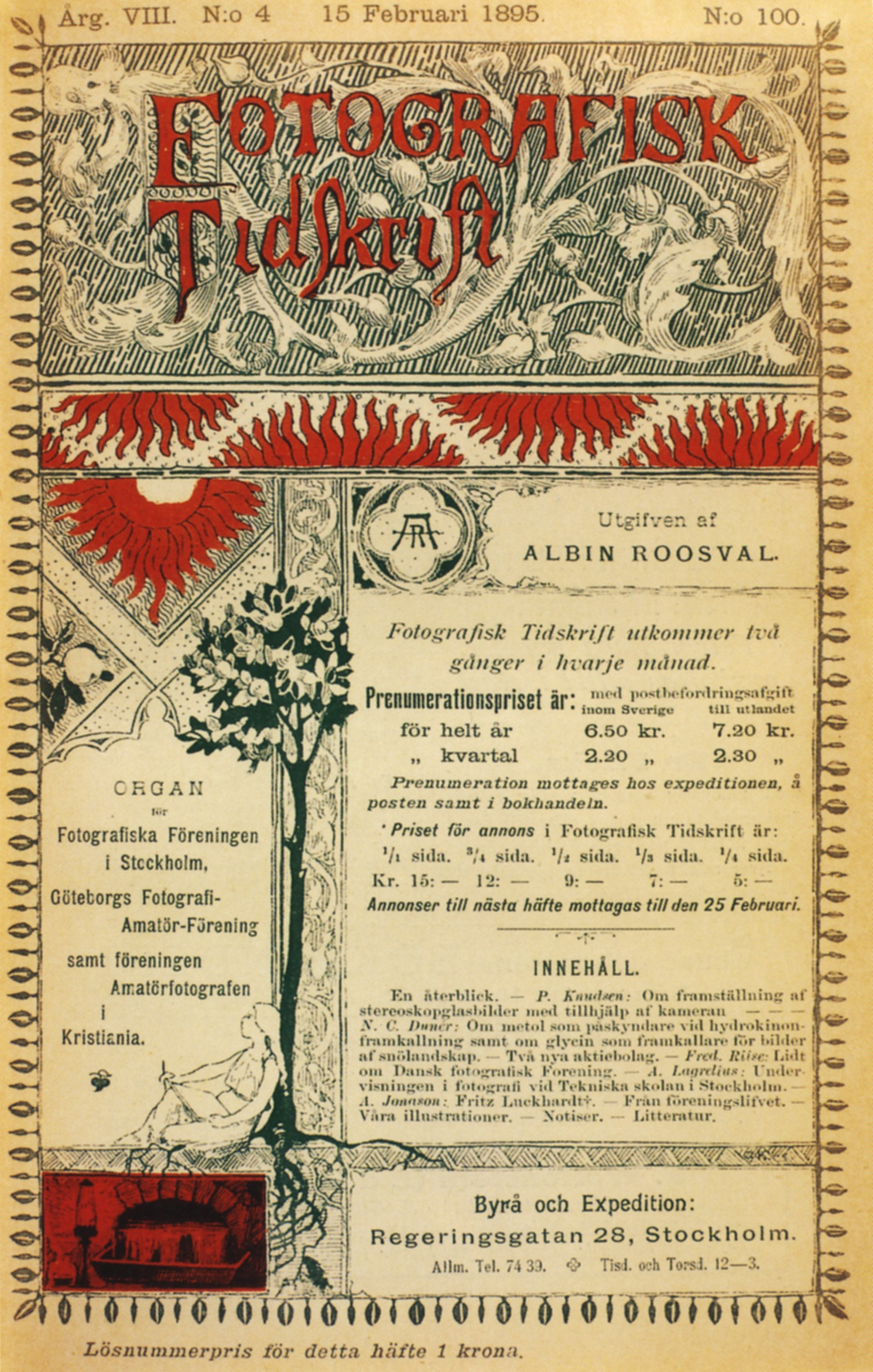
Couverture de Fotografik Tidskrift, 1895.